# Antonio Pierce
Antonio Durran Pierce (Long Beach, 26 ottobre 1978) è un ex giocatore di football americano e allenatore di football americano statunitense. Da giocatore ha militato dal 2001 al 2009 nel ruolo di linebacker nella National Football League (NFL) vincendo da titolare e capitano il Super Bowl XLII con i New York Giants, per poi passare ad allenare nel college football e dal 2022 nella NFL dove è stato capo-allenatore dei Las Vegas Raiders nelle stagioni 2023 e 2024.

## Carriera da giocatore
Originario di Paramount in California, Pierce cominciò a giocare a football nella locale Paramount High School passando poi a giocare college football prima al Mount San Antonio College di Walnut e poi, dal 1999, all'Università dell'Arizona dove giocò due anni con i Wildcats.

### Washington Redskins
Pierce non fu scelto al Draft NFL 2001, considerato da molti osservatori fisicamente troppo piccolo per il ruolo di linebacker tra i professionisti. Firmò quindi da undrafted free agent con i Washington Redskins. Nella sua stagione da rookie scese in campo in tutte le 16 partite stagionali, 8 da titolare, collezionando 52 tackle, un sack e un intercetto, quest'ultimo fatto su un passaggio di Jake Plummer nella partita finale di stagione, la vittoria 20-17 sugli Arizona Cardinals. Le due successive stagioni, nel 2002 e nel 2003, Pierce giocò invece sporadicamente, per poi tornare a giocare l'intera stagione 2004, in sostituzione dell'infortunato Micheal Barrow, annata in cui fece registrare 114 tackle, di cui 95 in solitaria, un fumble forzato, un sack e due intercetti di cui uno su Ken Dorsey ritornato in touchdown per 76 yard.

### New York Giants

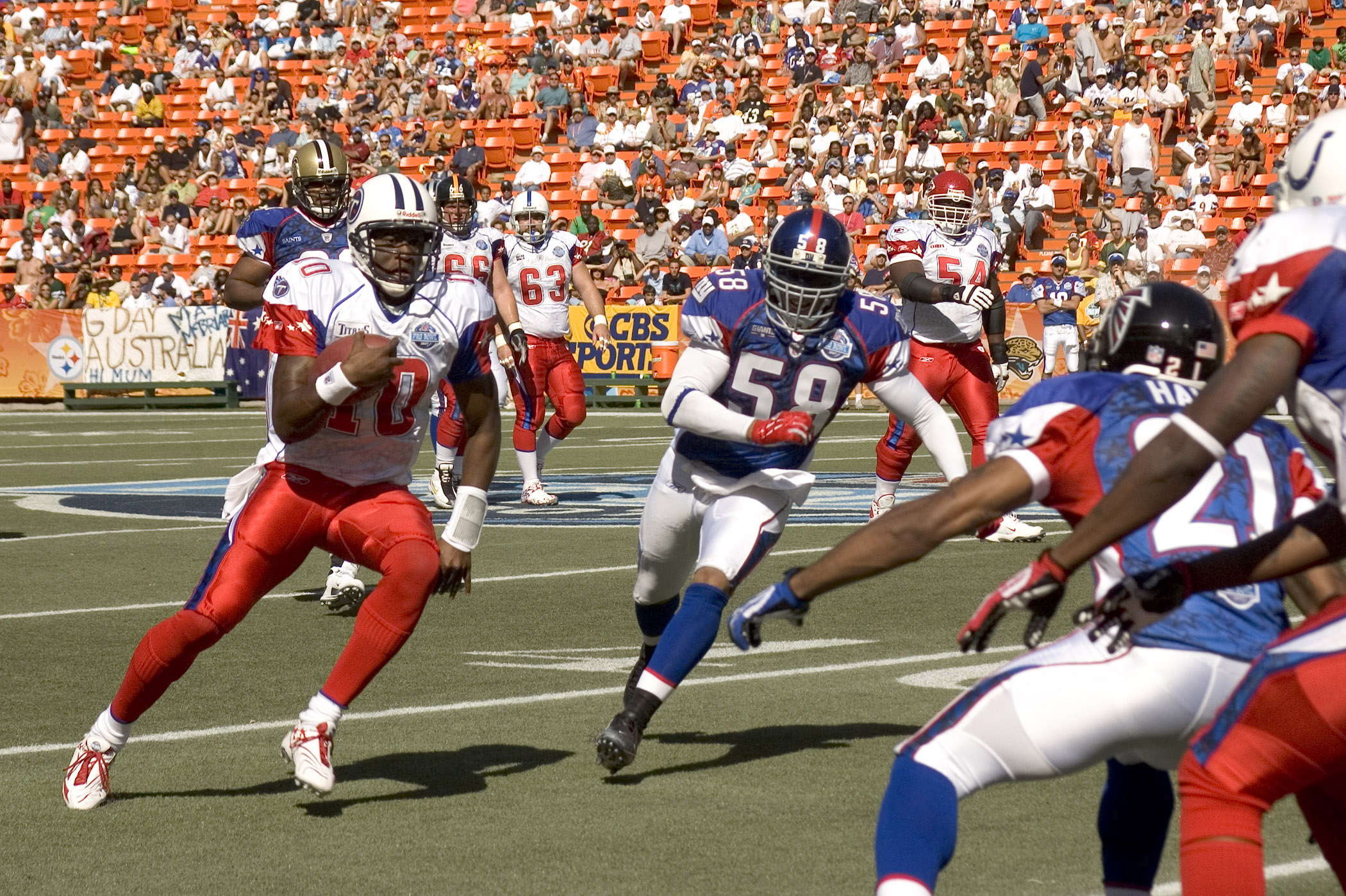
Pierce (n. 58) prova a placcare Vince Young (n. 10) nel Pro Bowl del febbraio 2007

Il 3 marzo 2005 Pierce firmò con i New York Giants come middle linebacker. Diventò capitano della squadra e con 13 presenze collezionò 100 tackle, 80 in solitaria, due intercetti e un fumble forzato ritornato in touchdown. A causa di un infortunio patito contro i Philadelphia Eagles saltò le ultime tre partite della stagione regolare e la gara dei playoff contro i Carolina Panthers.
Tornato nella stagione 2006, fissò il suo record personale con 138 tackle, 109 in solitaria, un sack, un intercetto e otto passaggi deviati. Scelto come riserva per il Pro Bowl, vi partecipò in sostituzione di Brian Urlacher infortunatosi durante il Super Bowl XLI.
Il suo contributo nei Giants fu ancora più rilevante nella stagione 2007, in cui giocò da titolare e capitano tutte le 16 gare stagionali e le quattro partite dei playoff fino alla vittoria del Super Bowl XLII.

### Ritiro
Il 20 novembre 2009, durante un controllo per un indolenzimento al collo, una risonanza magnetica (MRI) evidenzió una discopatia cervicale al collo di Pierce, condizione incompatibile con l'attività agonistica che di fatto segnò la fine della stagione ma anche della carriera di Pierce. Il 30 novembre 2009 Pierce fu messo in lista riserve/infortunati e poi l'11 febbraio 2010, al termine della stagione, fu svincolato dai Giants. L'8 luglio 2010 annunciò il suo ritiro da giocatore professionistico e che avrebbe iniziato la carriera di analista sportivo per ESPN.

## Carriera da allenatore

### High school
Il 7 febbraio 2014 Pierce fu nominato capo-allenatore della Long Beach Polytechnic High School sostituendo il precedente capo-allenatore, Raul Lara, che aveva guidato la squadra nelle precedenti 13 stagioni. Dopo una prima stagione convincente, chiusa con il record di 11-2, nel 2015 la squadra non si qualificó ai playoff, tornandovi però già nel 2016 in cui fu eliminata nel primo round, mentre l'anno successivo arrivò ai quarti di finale.

### Arizona State
Il 21 dicembre 2017 Pierce si dimise da capo-allenatore della Long Beach Polytechnic High School e fu scelto dal capo-allenatore Herm Edwards come allenatore dei linebacker dei Sun Devils dell'Università statale dell'Arizona che militano nella Pacific-12 Conference (Pac-12) della Football Bowl Subdivision (FBS) della National Collegiate Athletic Association. Dopo due stagioni fu promosso a co-coordinatore della difesa insieme a Marvin Lewis. Il 20 gennaio 2021 Pierce fu nominato unico coordinatore della difesa per i Sun Devils. Rassegnò le sue dimissioni prima della stagione 2022 all'emergere delle investigazioni da parte della NCAA su violazioni delle regole di reclutamento.

### Las Vegas Raiders
A febbraio 2022 Pierce divenne l'allenatore dei linebacker dei Las Vegas Raiders sotto il neo arrivato capo-allenatore Josh McDaniels.
Il 31 ottobre 2023, a seguito dell'esonero di McDaniels, Pierce fu nominato capo-allenatore ad interim dei Raiders. Fece il suo debuttò in NFL cinque giorni dopo vincendo la sua partita d'esordio 30-6 proprio contro i New York Giants. Dopo la sconfitta 0-3 contro Minnesota nel quattordicesimo turno, nella gara successiva i Raiders si imposero 63-21 sui Los Angeles Chargers, stabilendo il nuovo record di franchigia per punti segnati in una gara, nonché il record della lega per punti segnati nel primo tempo da una squadra che non aveva segnato alcun punto nel turno precedente, con 42. Nel sedicesimo turno i Raiders si imposero su Kansas City per la prima volta in tre anni, la seconda in dieci anni nello stadio avversario, nonché fu la prima vittoria della franchigia in una gara disputata nel giorno di Natale.
Pierce terminò la stagione con un record positivo di 5 vittorie e 4 sconfitte che però non permise ai Raiders, arrivati secondi nella AFC West con un record 8-9, di qualificarsi ai playoff.
Il 19 gennaio 2024 Pierce fu nominato capo-allenatore dei Raiders. Nella sua prima stagione completa nel ruolo Pierce pagò probabilmente la sua inesperienza: a metà annata infatti la squadra di Las Vegas cambiò vari allenatori dell'attacco per gli scarsi risultati visti in campo, la questione a chi affidare il ruolo di quarterback titolare, tra Aidan O'Connell e Gardner Minshew, rimase lungamente aperta trascinandosi di fatto quasi per l'intera stagione e la squadra, anche a causa di infortuni di giocatori importanti, non diede mai certezze di poter garantire un livello adeguato di prestazioni. L'annata si concluse con uno dei peggiori risultati degli ultimi anni per i Raiders: 4 vittorie e 13 sconfitte, quattro successi in meno dell'anno precedente, con sei sconfitte su sei gare giocate contro gli avversari dell'AFC West ed esclusi dai play-off già a novembre.
Pierce fu licenziato il 7 gennaio 2025, due giorni dopo l'ultima gara stagionale.

## Palmarès da giocatore

### Franchigia
- Super Bowl : 1

New York Giants: XLII
- National Football Conference Championship: 1

New York Giants: 2007

### Individuale
- Convocazioni al Pro Bowl: 1

2006

## Record come capo-allenatore
| Squadra | Anno   | Stagione regolare | Stagione regolare | Stagione regolare | Stagione regolare | Stagione regolare              | Playoff | Playoff | Playoff   |
| Squadra | Anno   | Vinte             | Perse             | Pari              | %                 | Posizione                      | Vinte   | Perse   | Risultato |
| ------- | ------ | ----------------- | ----------------- | ----------------- | ----------------- | ------------------------------ | ------- | ------- | --------- |
| LV*     | 2023   | 5                 | 4                 | 0                 | 55,5              | 2° nella AFC West (no playoff) | -       | -       | -         |
| LV      | 2024   | 4                 | 13                | 0                 | 23,5              | 4º nella AFC West (no playoff) | -       | -       | -         |
| Totale  | Totale | 9                 | 17                | 0                 | 34,6              | -                              | -       | -       | -         |

* ad interim dalla settimana 9

## Vita privata

### Famiglia
Pierce è sposato con Jocelyn che dopo l'università ha intrapreso prima la carriera di reporter sportiva, lavorando dal 2008 per Fox Sports e poi dal 2010 per NFL Network, e quindi dal 2014 è diventata agente immobiliare, prima lavorando in grandi compagnie per poi fondare nel 2022 la sua azienda, la Realtor, operante nel sud della California e le limitrofe città dell'Arizona. I due si incontrarono nel febbraio 2006 a New York sul set di un programma della ESPN in cui al tempo lei era una modella, per poi fidanzarsi nel febbraio 2007 e quindi sposarsi. Pierce ha sette figli: tre avuti con Jocelyn e quattro da relazioni precedenti.

### Incidente a Plaxico Burress
Pierce era presente quando il 28 novembre 2008 il suo compagno di squadra Plaxico Burress si sparò accidentalmente alla coscia con la sua glock in un night club di New York City. La polizia disse che Pierce, dopo l'accaduto, portò Burress all'ospedale e quindi tornò a casa portando la pistola con sé in auto, veicolo che fu quindi analizzato alla ricerca di sangue e residui di polvere da sparo.  Burress fu accusato e quindi condannato per possesso illegale di arma da fuoco, mentre nessuna accusa fu mossa nei confronti di Pierce.